# 日本の大規模ホテル一覧
日本の大規模ホテル一覧（にほんのだいきぼホテルいちらん）は、日本において700室以上の客室を擁する大規模ホテルを客室数順に示したものである。

## ホテル客室数ランク
| ランク | ホテル名                                               | 都市           | 室数  | 階数                                                                                                 |
| ------ | ------------------------------------------------------ | -------------- | ----- | --- |
| 1      | 品川プリンスホテル                                     | 東京都品川区   | 3,679 | メインタワー39階、イーストタワー17階、Ｎタワー17階、アネックスタワー32階。レジデンス14階。           |
| 2      | アパホテル＆リゾート〈横浜ベイタワー〉                 | 神奈川県横浜市 | 2,311 | 35階。ホテル1棟としては日本最多。                                                                    |
| 3      | アパホテル＆リゾート〈大阪なんば駅前タワー〉           | 大阪府大阪市   | 2,055 | 40階、開業時点では西日本最大                                                                         |
| 4      | アパホテル＆リゾート〈東京ベイ幕張〉                   | 千葉県千葉市   | 2,007 | セントラルタワー50階、ホテル単体の建物として日本最高層。イーストウイング11階、ウエストウイング11階。 |
| 5      | ヴィラフォンテーヌ羽田空港                             | 東京都大田区   | 1,717 | プレミア160室、グランド1557室。空港ホテルとしては日本最多                                            |
| 6      | アパホテル＆リゾート〈大阪梅田駅タワー〉               | 大阪府大阪市   | 1,704 | 34階                                                                                                 |
| 7      | 新宿ワシントンホテル                                   | 東京都新宿区   | 1,633 | 本館25階、新館18階                                                                                   |
| 8      | ホテルニューオータニ                                   | 東京都千代田区 | 1,479 | 全2棟（ザ・メイン17階、ガーデンタワー40階）                                                          |
| 9      | 京王プラザホテル                                       | 東京都新宿区   | 1,441 | 全2棟（本館47階、新館34階)                                                                           |
| 10     | アワーズイン阪急                                       | 東京都品川区   | 1,388 | 30階                                                                                                 |
| 11     | 苗場プリンスホテル                                     | 新潟県湯沢町   | 1,299 | 全4棟（2号館24階、3号館10階、4号館13階、6号館10階、ワールドロッジ）                                  |
| 12     | 東横INN中部国際空港II                                  | 愛知県常滑市   | 1,286 | |
| 13     | サンシャインシティプリンスホテル                       | 東京都豊島区   | 1,146 | 37階                                                                                                 |
| 14     | アパホテル＆リゾート〈両国駅タワー〉                   | 東京都墨田区   | 1,111 | 31階                                                                                                 |
| 15     | ヒルトン福岡シーホーク                                 | 福岡県福岡市   | 1,053 | 36階                                                                                                 |
| 16     | リーガロイヤルホテル                                   | 大阪府大阪市   | 1,042 | 30階                                                                                                 |
| 17     | ホテル阪急レスパイア大阪                               | 大阪府大阪市   | 1,030 | 35階                                                                                                 |
| 18     | シェラトン・グランデ・トーキョーベイ・ホテル           | 千葉県浦安市   | 1,016 | |
| 19     | 東京ドームホテル                                       | 東京都文京区   | 1,006 | 43階                                                                                                 |
| 20     | アパホテル〈六本木SIX〉                                | 東京都港区     | 1,001 | 全6棟（12階・15階・15階・15階・14階・11階）                                                          |
| 20     | 東横INN中部国際空港I                                   | 愛知県常滑市   | 1,001 | |
| 20     | アパホテル＆リゾート〈新潟駅前大通〉                   | 新潟県新潟市   | 1,001 | |
| 23     | 都ホテル 京都八条                                      | 京都府京都市   | 986   | |
| 24     | 帝国ホテル 東京                                        | 東京都千代田区 | 931   | 本館17階、タワー31階                                                                                 |
| 25     | グランドプリンスホテル新高輪                           | 東京都品川区   | 919   | |
| 26     | アパホテル＆リゾート〈御堂筋本町駅タワー〉             | 大阪府大阪市   | 913   | 32階                                                                                                 |
| 27     | 相鉄グランドフレッサ 東京ベイ有明                      | 東京都江東区   | 912   | |
| 28     | 新横浜プリンスホテル                                   | 神奈川県横浜市 | 904   | 42階                                                                                                 |
| 29     | アパホテル＆リゾート〈札幌〉                           | 北海道札幌市   | 903   | |
| 30     | グランドニッコー東京 台場                              | 東京都港区     | 884   | 30階                                                                                                 |
| 31     | アパホテル〈大阪肥後橋駅前〉                           | 大阪府大阪市   | 850   | 30階                                                                                                 |
| 32     | 東横INN成田空港本館                                    | 千葉県成田市   | 844   | |
| 33     | 東京ベイ有明ワシントンホテル                           | 東京都江東区   | 830   | |
| 33     | ヒルトン東京                                           | 東京都新宿区   | 830   | 38階                                                                                                 |
| 35     | リザンシーパークホテル谷茶ベイ                         | 沖縄県恩納村   | 826   | |
| 36     | ホテルメトロポリタン                                   | 東京都豊島区   | 807   | |
| 37     | 東横INN名古屋名駅南                                    | 愛知県名古屋市 | 805   | |
| 38     | ANAインターコンチネンタルホテル東京                    | 東京都港区     | 801   | 37階                                                                                                 |
| 38     | ヒルトン東京ベイ                                       | 千葉県浦安市   | 801   | |
| 40     | マロウドインターナショナルホテル成田                   | 千葉県成田市   | 800   | |
| 41     | 松江駅前ユニバーサルホテル                             | 島根県松江市   | 781   | 15階。ビジネスホテル。                                                                               |
| 42     | 名古屋マリオットアソシアホテル                         | 愛知県名古屋市 | 774   | 52階                                                                                                 |
| 43     | リーベルホテル アット ユニバーサル・スタジオ・ジャパン | 大阪府大阪市   | 760   | 14階                                                                                                 |
| 44     | アパホテル〈東新宿 歌舞伎町タワー〉                    | 東京都新宿区   | 747   | 20階 (タワー棟530室 西棟217室)                                                                       |
| 45     | 神戸ポートピアホテル                                   | 兵庫県神戸市   | 746   | 28階                                                                                                 |

## 閉館した大規模ホテル
- 第一ホテル→新橋第一ホテル（626室）
- 銀座第一ホテル（805室）
- 赤坂プリンスホテル（761室）- 建て替え後のザ・プリンスギャラリー 東京紀尾井町は250室に減少。
- ホテルニュージャパン（513室）
- ホテルオークラ東京 (833室) - 建て替え後のThe Okura Tokyoは508室に減少。
- ホテルパシフィック東京（954室）→京急ＥＸホテル品川 (918室) - SHINAGAWA GOOS解体のため。
- 大阪新阪急ホテル（961室）

## 都道府県別
- 北海道 800室-1000室1軒
- 新潟県 1000室以上2軒
- 東京都 1000室以上9軒、800室-1000室8軒
- 千葉県 1000室以上2軒、800室-1000室3軒
- 神奈川県 1000室以上1軒、800室-1000室1軒
- 愛知県 1000室以上2軒、800室-1000室1軒
- 京都府 800室-1000室1軒
- 大阪府 1000室以上4軒、800室-1000室3軒
- 福岡県 1000室以上1軒
- 沖縄県 800室-1000室1軒